# Contarinia rasaecarpae
Contarinia rasaecarpae är en tvåvingeart som beskrevs av Fedotova 1991. Contarinia rasaecarpae ingår i släktet Contarinia och familjen gallmyggor.
Artens utbredningsområde är Kazakstan. Inga underarter finns listade i Catalogue of Life.